# Wrong Turn 2: Dead End
Wrong Turn 2: Dead End es una película de 2007 de terror estadounidense lanzada directa a video, dirigida por Joe Lynch, y escrita por Turi Meyer y Al Septien. La película está protagonizada por Texas Battle, Erica Leerhsen y Henry Rollins. Es una secuela de la anterior película Wrong Turn.

## Trama
Una concursante de un reality show, Kimberly, está conduciendo su coche hacia el Este de Virginia en busca de la ubicación de su nuevo proyecto. Mientras hablaba por el móvil, atropella accidentalmente a un adolescente. Detiene el coche y baja para ayudarlo. Como no se mueve, Kimberly se inclina para hacerle el boca a boca y el adolescente le arranca los labios inferiores de su boca. Ella trata de huir, pero otro caníbal, "Tres Dedos" (Jeff Scrutton), aparece enfrente de ella y la parte en dos con un hacha. Ambos caníbales desaparecen de la escena arrastrando los restos de Kimberly, llevándose cada uno una mitad de su cuerpo.
Un excoronel de la marina de EE. UU., Dale Murphy (Henry Rollins), organiza un reality show de supervivencia en el bosque de Virgina Occidental, y se presentan los concursantes: La modelo Elena (Crystal Lowe), el skater Jonesy (Steve Braun), la oficial de la marina Amber (Daniella Alonso), el exjugador de fútbol americano Jake Washington (Texas Battle) y la chica gótica Nina Papas (Erica Leerhsen), quienes esperan en la producción. Como Kimberly nunca llega al reality show, Mara (Aleksa Palladino), una integrante del equipo de producción, toma su lugar.
Dale y Michael "M" (Matthew Currie Holmes), les explican a los concursantes las reglas del juego, y los ponen por parejas. Jake va con Elena, Nina con Mara, y Amber con Jonesy.  Neil, un integrante del equipo de producción, se adentra en el bosque a orinar cuando Tres Dedos lo sorprende por detrás y le raja el cuello con un cuchillo, y después le arranca la cabellera. Cuando Dale está preparando los juegos, "Tres Dedos" y otro caníbal, "Pa" (Ken Kirzinger), lo atacan y Pa lo deja inconsciente. Mientras tanto, Mara y Nina los descubren y Mara llora porque M era su novio. Deciden ir a explorar y encuentran una cabaña donde ven cosas horribles y, al asomarse por un cuarto, ven un parto de una caníbal (Ma). Los caníbales las ven y las persiguen por toda la casa. Ellas escapan, pero en el camino Pa le clava un hacha en la cabeza a Mara, mientras que Nina logra escapar.  M decide regresar a la caravana, mientras que Elena decide quedarse en el lago tomando el sol. Elena escucha movimientos y piensa que es M, así que empieza a llamarlo, pero entonces otra caníbal, La Hermana, emerge del lago y acuchilla a Elena en la espalda 18 veces hasta matarla, porque El Hermano, otro de los caníbales, prefería ver a Elena que verla a ella. Cuando M llega a la caravana, se da cuenta de que alguien la está poniendo en marcha, y pensando que es Neil le grita que no puede hacer eso. Va al asiento del conductor y se encuentra con Pa y Ma. Pa le ataca, y le clava en el hombro una especie de lanza. M grita de dolor. Mientras tanto, Dale se las arregla para escapar y pelear con Tres Dedos. Después de una pequeña pelea, Dale logra disparar a Tres Dedos con una escopeta.
Por otra parte, Amber, Jonesy y Jake estaban comiendo un pedazo de carne que habían encontrado en el bosque. Nina llega aterrorizada y les cuenta lo que le ha pasado. En ese momento, Jake se da cuenta de que ellos habían estado comiendo la pierna de Kimberly, ya que nota su tatuaje. Es entonces que los cuatro intentan escapar del lugar. Cuando Dale llega a una cabaña, se encuentra con un anciano (el mismo que estaba en una gasolinera en la primera película, Maynard Odets, que es presentado en la segunda precuela de la saga como el padre adoptivo de los tres caníbales de la película anterior), que le dice que las mutaciones de la familia caníbal se debieron a los desechos químicos de una fábrica de papel abandonada, y luego le dice que él era su padre. Al terminar de decir esto, Maynard ataca a Dale, y empiezan a tener una pelea. Finalmente Dale mata a Maynard con un cartucho de dinamita. Dale entonces entra a la cabaña y coge el resto de la dinamita. Jake, Nina, Amber y Jonesy encuentran a alguien que parece ser Elena quien está teniendo relaciones sexuales, después notan que es la "hermana" que tiene la cabellera de Elena y la piel de su rostro puestos, para luego tienen una pelea con el "hermano" y la "hermana". Después de la lucha contra los caníbales, Jake va en busca de Nina, que ha caído en una fosa; mientras que Amber y Jonesy deciden ir hacia la fábrica abandonada, y le dicen a Jake que se verán allí. Jake rescata a Nina de la fosa y saltan al río.
Mientras huyen de los caníbales, Jonesy cae en una trampa; una cuerda se ata a su pie y lo eleva, y lo mismo le ocurre a Amber cuando intenta ayudarlo. Los dos quedan colgados boca abajo. Entonces llegan Pa y el hermano, y este último con un arco les dispara una flecha que les atraviesa un ojo simultáneamente a Amber y Jonesy, que se encontraban abrazados en el aire. El hermano se bebe su sangre.
Nina y Jake llegan a la fábrica. Entran al lugar y encuentran un garaje lleno de vehículos, los cuales habían sido robados a las víctimas de los caníbales. Ellos encuentran la caravana. Jake entra y presencia en un monitor cómo M fue decapitado por Ma. Él y Nina intentan salir, pero la hermana y Pa los capturan. El molino abandonado resulta ser el hogar de los caníbales. Jake es colgado y Nina es atada a una silla con alambre de púas en la mesa. Pa le corta a Jake un trozo de carne de su abdomen, y se lo da de comer a Ma. Los mutantes empiezan a comer la cena, y obligan a Nina a comer carne humana muerta.
Dale llega al recinto y distrae a los caníbales. Hace que los caníbales le persigan, y escondiéndose entre los coches del garaje se hace un corte en el brazo y extiende la sangre por el lugar. El hermano y la hermana siguen el rastro de sangre hasta donde está Dale escondido, quien le dispara una flecha atada con dinamita al hermano. La hermana intenta quitársela, y entonces los dos vuelan en pedazos. Dale libera a Nina y Jake, y justo cuando está desatando a Jake, una flecha lanzada por Pa le atraviesa. Le apresura a Jake a escapar mientras que él se queda a enfrentarse contra Pa. Pa le lanza otra flecha. En ese momento llega Ma y le lanza una cadena que se le enrolla en el cuello a Dale, ahogándolo y llenando el suelo de sangre. Ma le enseña las ropas de sus hijos a Pa y este grita de rabia. Nina escapa del recinto, pero Jake se pasea en una sala equipada con un triturador de madera. Pa lo atrapa y lo arroja hacia el triturador, e intenta meterlo. Nina oye sus gritos y corre a auxiliarlo. Nina aparece y golpea a Ma y Pa. Jake entonces aprovecha y empuja a Pa al triturador. Ma lo saca a tiempo, y entonces coge un hacha y está a punto de matar a Jake, cuando Nina aprieta un botón y un madero empuja a Ma y Pa al triturador. La sangre de los caníbales llena unos cubos que están bajo el triturador. Jake y Nina encuentran el descapotable abandonado de Kimberly, y lo usan para escapar del lugar.
Mientras tanto, en el río, se muestra a Tres Dedos (que ha sobrevivido al disparo de Dale) alimentando al bebé mutante recién nacido, dándole un dedo y una botella llena de los residuos químicos del río. Su risa se escucha mientras aparecen los créditos.

## Muertes
1. Kimberly Caldwell: Sus labios son arrancados por "el hermano" y es partida en dos verticalmente por "Tres Dedos". Más adelante Jake, Amber y Jonesy se comen un trozo de carne sin darse cuenta de que era la pierna de Kimberly que estaba asándose
2. Neil Parrish: "Tres Dedos" le corta la garganta con un cuchillo.
3. Mara Stone Wilson: Cuando ella y Nina intentaban escapar de la cabaña de los caníbales, Pa la golpea con un hacha en su cabeza y la mata.
4. Elena Miller: "La hermana" se enfurece al ver que "el hermano" prefería a Elena que a ella, así que emerge del lago y acuchilla a Elena 18 veces en su espalda con un machete.
5. Michael "M" Murphy: Pa y Ma entran en la caravana cuando está él y Pa le clava una especie de lanza en un hombro. Después lo amarran a una silla y Ma le corta la cabeza con un cuchillo de trinchar.
6. Maynard Odets: Dale lo vuela en pedazos con un cartucho de dinamita.
7 y 8.  Amber Williams y Matt Jonesy Jones: Son colgados boca abajo de lo alto de un árbol por el hermano y el ojo de ambos es atravesado simultáneamente por una flecha que les dispara el hermano.
9 y 10.  El hermano y La hermana: Volados en pedazos por un cartucho de dinamita en una flecha que les dispara Dale.
11. Dale Murphy: Ma le lanza alambre en su cuello por haber matado a sus hijos.
12 y 13. Ma y Pa: Nina los empuja a un triturador de árboles.

## Supervivientes
1. Jake Washington: Escapa con Nina en el auto de Kimberly.
2. Nina Papas: Después de derrotar a los mutantes, escapa junto con Jake en el auto de Kimberly.
3. Tres Dedos: Al final de la película se puede observar que está alimentando a un bebé mutante mientras se oye una risa insana.

## Elenco
- Erica Leerhsen como Nina Papas.
- Texas Battle como Jake Washington.
- Henry Rollins como Dale Murphy.
- Daniella Alonso como Amber Williams.
- Steve Braun como Matt 'Jonesy' Lewis.
- Matthew Currie Holmes como Michael 'M' Epstein.
- Crystal Lowe como Elena Garcia.
- Aleksa Palladino como Mara Stone Wilson.
- Kimberly Caldwell como Kimberly Caldwell.
- Cedric De Souza como Neil Parrish.
- Wayne Robson como Maynard J. Odets.
- Ken Kirzinger como Pa.
- Ashlea Earl como Ma.
- Clint Carleton como El Hermano.
- Rorelee Tio como La Hermana.
- Jeff Scrutton como Tres Dedos.